# Pure Player
Pure Player (auch Internet Pure Player, Internet Only Player, Online Pure Player) sind Unternehmen, die Produkte ausschließlich im Onlinehandel vertreiben. Meist bezeichnet man so nur Versandhändler, die physische Waren anbieten, und keine Dienstleistungsunternehmen.
Ihr Marktanteil im Onlinehandel beträgt relativ konstant etwa 24 %. Doch so wie Einzelhändler im Multichannel-Marketing zusätzliche Onlineshops einrichten, gibt es auch Versuche von Pure Playern, sich im stationären Handel niederzulassen. Eine andere, mögliche Weiterentwicklung geht Richtung Online-Marktplatz. Große, als Pure Player gestartete Unternehmen wie Amazon oder Zalando sind mittlerweile digitale Mischkonzerne.